# Edifici a la plaça del Blat, 5 (Valls)
La casa damunt el carrer Espardenyers, Casa Pont, Ca l'Esmolet del Racó o edifici a la plaça del Blat, 5 de Valls (Alt Camp) era una obra modernista protegida com a Bé Cultural d'Interès Local, actualment desapareguda arran de la construcció del Museu Casteller i de la qual només se'n conserven un parell d'arcs apuntats.

## Descripció
A la raconada que comunica la plaça del Blat amb el carrer dels Espardenyers hi havia aquest edifici d'habitatges que constava de baixos comercials i quatre plantes més. A la primera planta, dos dels tres balcons estaven emmarcats per sengles arcs de mig punt d'obra arrebossada, que són l'únic que en resta. Per sota de la balconada correguda hi havia un esgrafiat que formava una sanefa, detall artístic que es repetia a la segona i tercera planta, encara que més discret. A tots els pisos hi havia tres obertures per planta que corresponien als balcons; els del tercer pis tenien més volada i amplada que els del quart.
La façana es rematava amb cornisa amb motllura senzilla, encara que tenia un perfil més desenvolupat que la cornisa existent en el forjat de la primera planta.

## Història
La data de l'immoble corresponia a l'any 1833, ja que damunt de la porta principal, que era bastant petita, hi havia un treball de forja que determinava un rectangle i al centre s'hi assenyalava aquesta data.
L'edifici va ser enderrocat el 2014 arran de la construcció del museu Món Casteller.